# Franz Knöpfle
Franz Knöpfle (* 27. August 1926 in Lindau (Bodensee); † 2. September 2013 in Stadtbergen) war ein deutscher Jurist und Hochschulpolitiker. Er war erster gewählter Präsident der Universität Augsburg von 1973 bis 1979.

## Leben und Wirken
Franz Knöpfle studierte ab 1946 Rechts- und Wirtschaftswissenschaften an den Universitäten Freiburg i. Br. und München. Nach der Ersten Juristischen Staatsprüfung 1949 und der Graduierung zum Diplom-Volkswirt 1952 promovierte er 1952 an der Universität München bei Leo Rosenberg zum Dr. jur. Ab 1953 war Franz Knöpfle als Volljurist in der Bayerischen Staatsverwaltung tätig und wurde 1954/55 zu einem einjährigen Graduiertenstudium der amerikanischen Verwaltung an die Columbia University und an Verwaltungsbehörden im Staat New York abgeordnet.
1958 wurde er als Oberregierungsrat in die Bayerische Staatskanzlei berufen, wo er ab 1960 als damals jüngster Regierungsdirektor Bayerns Persönlicher Referent der Ministerpräsidenten Hanns Seidel, Hans Ehard und Alfons Goppel war.
Franz Knöpfle habilitierte sich 1965 an der Universität München und erhielt 1966 einen Ruf an die Deutsche Hochschule für Verwaltungswissenschaften Speyer, wo er von 1969 bis 1971 als Rektor amtierte.
1972 übernahm er den Lehrstuhl für Öffentliches Recht, insbesondere Verwaltungsrecht und Verwaltungslehre, an der neu gegründeten Universität Augsburg, den er bis zu seiner Emeritierung 1996 innehatte. Von 1973 bis 1979 war Franz Knöpfle erster gewählter Präsident der Universität Augsburg.
Von 1972 bis 2002 war Franz Knöpfle zudem Rektor der Hochschule für Politik München (HfP), von 1972 bis 2009 fungierte er als Studienleiter der Verwaltungs- und Wirtschaftsakademie Schwaben (VWA). Ab 1987 war er Vizepräsident des Kuratoriums für die Tagungen der Nobelpreisträger in Lindau, dem er von 1975 bis 2007 angehörte. Seit 1988 war Franz Knöpfle Vorsitzender des Stiftungsvorstands der Stiftung „Katholische Universität Eichstätt“, 2004 wurde er zum Ehrensenator ernannt. Von 1988 bis 2004 war er Mitglied im wissenschaftlichen Beirat der Bundesakademie für Öffentliche Verwaltung im Bundesministerium des Innern. Bis 2007 gehörte er dem Hochschulrat der Fachhochschule Augsburg an und war bis 2009 Mitglied im Beirat der Akademie für Politische Bildung, Tutzing.
Ab 1983 war Franz Knöpfle Vertrauensdozent der Hanns-Seidel-Stiftung e.V. für die Augsburger Hochschulen. 1998/99 war er Präsident des Rotary-Clubs Augsburg.

## Auszeichnungen
- Großes Bundesverdienstkreuz
- Bayerischer Verdienstorden
- Komturkreuz des Gregorius-Magnus-Ordens
- Goldener Ehrenring des Landkreises Augsburg
- Medaille des Bezirks Schwaben
- Bayerische Verfassungsmedaille in Silber
- Großes Silbernes Ehrenzeichen für Verdienste um die Republik Österreich (1952)
- Medaille Pro Augsburg der Stadt Augsburg

## Schriften (Auswahl)
- Die allgemeine Schadenverhütungsklage, Diss. München 1952.
- Verfassungsverständnis und Verfassungsgerichtsbarkeit. Zu Entstehung, Stellung und Funktion der Verfassungsgerichtsbarkeit in Bayern, Habil.-Schr., München 1964.
- Die Verfassung des bayerischen Verfassungsgerichtshofs, München 1972.
- Zum 80. Geburtstag von Hanns Seidel. Eine Rückbesinnung, in: Politische Studien 259 (1981), S. 453–456.
- Das Einvernehmen der Gemeinde nach § 36 BBauG und raumordnungsrechtliche Vorgaben. Zum Abbau von Kies und Sand im Außenbereich nach bayerischem Recht, Hannover 1984.
- Verfassungsgerichtsbarkeit in Bayern. Entwicklung, Rechtsverständnis und heutige Bedeutung, in. BayVerwBl 1984, Heft 9, S. 257–262 und Heft 10, S. 296–301.
- Die Verleihung des Status einer Körperschaft des öffentlichen Rechts und der beamtenrechtlichen Dienstherrnfähigkeit an den Verband der bayerischen Bezirke, 1987.
- Die Zuständigkeit der Rechnungshöfe für die Prüfung der Körperschaften des öffentlichen Rechts, Köln u. a. 1988.
- Information des Parlaments über das Finanzgebaren öffentlich-rechtlicher Rundfunkanstalten, Köln u. a. 1990.

## Mitherausgeberschaften
- Zeitschrift für Politik (ZfP), seit 1972
- Deutsches Verwaltungsblatt, seit 1973
- Die Verfassung des Freistaates Bayern, begr. v. Hans Nawiasky, hg. v. Karl Schweiger  und Franz Knöpfle, seit 1988